# Röschenz
Röschenz, appelé jadis en français Roeschenez et terrasse du Laufonnais, est une commune suisse du canton de Bâle-Campagne, située dans le district de Laufon.

## Histoire

Vue aérienne (1950)

Les premières traces d'occupation humaine dans la région datent de la préhistoire lorsque les habitants de l'époque trouvent dans les grottes de Tschäpperfels au bord de la Lucelle. Environ 500 ans av. J.-C., les Celtes s'installent au même endroit, chassés en -100 par l'immigration des Helvètes. Les deux peuples sont repoussés en -58 par les Romains, eux-mêmes repoussés en 500 par les incursions des peuples germaniques qui apportent avec eux l'agriculture. Henri II du Saint-Empire fait probablement don de la région au diocèse de Bâle en 1004, la première mention du nom de Röschenz datant de 1302 lors d'un recensement. D'après les archives du diocèse, Röschenz comptait 160 habitants en 1580.
Au début du XVIe siècle Röschenz est touché par la révolte des Rustauds, puis par la révolte des habitants contre le prince-évêque de Bâle et leur conversion en masse à la réforme protestante. Il faudra attendre la contre-réforme menée par l'évêque Blarer de Wartensee en 1589 pour que la région repasse à la foi catholique. Elle est ensuite durement touchée par la guerre de Trente Ans qui ne se termine qu'en 1648. Finalement, la localité doit subir une famine au début des années 1870.
Entre 1792 et 1815, toute la vallée de la Birse comme le reste de l'Évêché de Bâle sont annexés à la France et font partie du département du Mont-Terrible avant d'être rattachés à Berne lors du Congrès de Vienne, puis finalement, en 1994, au canton de Bâle-Campagne après les sous-plébiscites jurassiens.

## Monuments
La place centrale du village abrite l'ancienne école, datant de 1838, et aujourd'hui transformée en centre paroissial. Sur la même place se trouve également l'église Sainte Anne de style roman tardif, construite en 1827.

## Personnalités
- Ignace Cueni, fondateur des Carrières Jurassiennes SA, député au Grand conseil 1902-1922

## Sources
- (de) Cet article est partiellement ou en totalité issu de l’article de Wikipédia en allemand intitulé « Röschenz » (voir la liste des auteurs).